# CNN商业
CNN商业（英語：CNN Business，旧称CNN Money）是由有线电视新闻网运营的一个财经新闻资讯网站。该网站最初由CNN新闻网和时代华纳的《财富》《金钱》杂志合资。时代华纳的出版部门独立为时代公司（后来先后转售给梅雷迪思公司和IAC的Dotdash）后，有线电视新闻网全资运营本站点。

## 历史
CNN Money于2001年取代原CNNfn。时代华纳曾计划以CNN Money的名义复播CNNfn电视网，后被取消。
2014年6月之前，CNN Money由有线电视新闻网和两家时代华纳出版旗下《财富》《金钱》商业杂志合资运营。 2014年6月，时代华纳的出版部门分拆为时代公司；三者另立网站，CNN Money变更徽标，删去《金钱》的标志。随着网站恢复，有线电视新闻网负责人Jeff Zucker还承诺增加网站和有线电视新闻网频道之间的协同效应，例如品牌细分和将有线电视新闻网周播金融节目《Your Money》重塑为《CNNMoney》。
2018年10月，有线电视新闻网以CNN商业名义重启服务；新品牌专注于“业务的数字化转型，以及它如何扰乱全球经济的每一个角落”。重新启动的同时在旧金山加设办事处。与前辈CNNMoney一样，它将得到有线电视新闻网新闻片段以及流媒体内容的辅助。